# Chongnyon Jonwi
Le Chongnyon Jonwi est le journal du Comité central de l'Union de la jeunesse socialiste Kim Il-sung, en Corée du Nord.